# 合田雅吏
合田 雅吏（ごうだ まさし、1970年1月9日 - ）は、日本の俳優である。
神奈川県出身。神奈川県立小田原高等学校、早稲田大学教育学部卒業。所属事務所は、スターダストプロモーション。身長183cm。血液型はO型。趣味・特技はサッカー、日舞、ビリヤード、料理。

## 略歴
- 学生時代から男性ファッション誌「メンズノンノ」などのモデルとして活躍した。
- 1995年、スーパー戦隊シリーズ第19作『超力戦隊オーレンジャー』三田裕司 / オーブルー役で俳優デビュー[1]。第15話では実質主人公を務めた。
- 2002年、『ドレミソラ』で大城武を演じる。主人公と対立する嫌な教師役だったが、共演者とは何度か飲みに行ったらしく、その際親父ギャグや下ネタをよく言っていたという。
- 2003年、『水戸黄門』の5代目渥美格之進役に抜擢され、2010年の第41部まで出演。
- 2004年3月、松下政経塾「日本の課題を考える合宿研修」にゲスト参加。同年、6歳年上の一般女性と結婚。
- 2006年2月18日に行われた340プレゼンツ「青祭」に、かつてオーレンジャーで共演した宍戸勝と共に登場。その頃、水戸黄門が京都で撮影中にもかかわらず、わざわざ東京までやってきたという。
- 2009年8月、『侍戦隊シンケンジャー 銀幕版 天下分け目の戦』に初代シンケンレッドこと志葉烈堂役として、Vシネマ『激走戦隊カーレンジャーVSオーレンジャー』以来、12年ぶりに東映特撮作品に出演した。また、この映画ではかつて『水戸黄門』で合田に先じて“格さん”を演じた伊吹吾郎、大和田伸也らと共演し“トリプル格さん”が実現した。
- 同年12月3日、ラジオ日本「真夜中のハーリー＆レイス」収録ではラジオ番組であるにもかかわらずミル・マスカラスの覆面＆ロングタイツ、シューズを着込むフル装備で出演。カト・クン・リーの巻いた王者ベルトも持参するディープなプロレスヲタクっぷりを披露した（持ち込んだグッズはすべて自前）。
- 2014年4月、「小田原ふるさと大使」に就任。
- 2015年、『水戸黄門 スペシャル』にて5年ぶりに渥美格之進役を務めた。

## 人物
- 1970年、神奈川県秦野市で生まれる。
- 学生時代は神童だったらしく、中学2年生の途中から成績はオール5でサッカー部のキャプテンでもあった。
- モデルとして活躍をしていたがそれを仕事にする気はなく、就職活動を経て大手の証券会社へ入社する。
- 『超力戦隊オーレンジャー』のオーディションには、百貨店のトイレでスーツから私服に着替えて行った。
- オーディションには受かったが、上司や支店長にまで引きとめられ、撮影直前まで会社を辞められなかったという。
- 『オーレンジャー』では、当初「気が強くて現代風」という役柄の設定がつかめず10話ぐらいまでキャラクター作りを思い悩んでいたが、脚本家の井上敏樹から「自分の思ったことを素直に出せばいい」とアドバイスされ、自身の地に近い演じ方をしたという[1]。また髙寺成紀によれば、合田は回によっての裕司のキャラクター付けのブレに関しても、脚本家や監督によって解釈が代わるとして割り切って臨んだという[3]。
- 『海賊戦隊ゴーカイジャー』では当初、オーレッド役の宍戸勝と出演する案があったが、オーピンク役のさとう珠緒の出演が決まり、撮影中に合田は宍戸に電話し、「なんで2人が出て、僕は出られないの!」と悔しがったという[3]。
- 時代劇専門チャンネルがプロデュースする時代劇ファンの部活サイト時代劇うぇ部でコラムを連載している。
- 『水戸黄門』で長年相棒として共演した佐々木助三郎役の原田龍二とは撮影以外の私生活でも「助さん」「格さん」と呼び合っており家族ぐるみの仲でもある。また出演した7年間同じ楽屋で共に過ごし、共演者の間ではあまりの仲の良さや距離の近さから関係を怪しまれてたとのこと。

## 出演

### テレビドラマ
- スーパー戦隊シリーズ
  - 超力戦隊オーレンジャー（1995年 - 1996年、テレビ朝日系） - 三田裕司 / オーブルー 役
  - 侍戦隊シンケンジャー 第23話（2009年8月2日、テレビ朝日） - 志葉烈堂 役
- 大安吉日が永すぎて（1998年、名古屋テレビ ドラマランド11） - 神田川寛 役
- プリティーモンキー（1998年、テレビ朝日系） - 荒井 役
- じんべえ（1998年、フジテレビ系） - ヒロ 役
- リストラダンス（1998年、テレビ朝日系） - 水田富美男 役
- お水の花道（1999年、フジテレビ系） - 第8話ゲスト
- ピーチな関係（1999年、よみうりテレビ系） - 小清水雅嗣 役
- 女子アナ。（2001年、フジテレビ系） - 第8話ゲスト
- お登勢（2001年、NHK） - 小川錦次郎 役
- こちら第三社会部（2001年11月、TBS系） - 第5話ゲスト
- SABU 〜さぶ〜（2002年、名古屋テレビ=テレビ朝日系）
- ドレミソラ（2002年7月 - 9月、毎日放送 = TBS系） - 大城武 役
- 薔薇の十字架（2002年10月 - 12月、フジテレビ系） - 井原淳哉 役
- 水戸黄門（TBS / C.A.L）
  - 第32部 - 第41部（2003年7月 - 2010年6月） - 渥美格之進 役
  - 第41部 第5話「情けを知った刺客の女 -府中-」（一人二役）
- 奥さまは魔女 第5話（2004年、TBS系） - 渥美格之進 役
- ケータイ刑事 銭形海（2007年、BS-i） - 第2話ゲスト
- 7人の女弁護士・第2シリーズ 第8話（2008年5月、テレビ朝日） - 一ノ瀬慎太郎 役
- 美咲ナンバーワン!! 第1話（2011年1月、日本テレビ） - 八神龍二 役
- ハンチョウ〜神南署安積班〜シリーズ4 第7話（2011年5月、TBS系） - 五十嵐健一 役
- 土曜ワイド劇場 西村京太郎トラベルミステリー 生死を分ける転車台（2011年7月、テレビ朝日系） - 中西大介 役
- 松本清張ドラマスペシャル 砂の器 （2011年9月、テレビ朝日系） - 中山刑事 役
- 名探偵コナン 工藤新一への挑戦状 第12話（2011年9月、よみうりテレビ系） - 仁村勇造 役
- 桜蘭高校ホスト部（2011年9月、TBS系） - 鳳悠一 役
- 新春ワイド時代劇 忠臣蔵〜その義その愛（2012年1月、テレビ東京系） - 貝賀弥左衛門 役
- 新春歴史スペシャル 知られざる幕末の志士 山田顕義物語（2012年1月、毎日放送 = TBS系） - 吉田松陰 役
- 水曜ミステリー9 特命! 落としの鬼 刑事 澤千夏〜半落ちの女〜（2012年2月、テレビ東京系） - 山之内健吾 役
- 月曜ゴールデン 湯けむりバスツアー 桜庭さやかの事件簿4（2012年2月6日、TBS系） - 水嶋慎一 役
- 相棒 Season10 第18話（2012年3月7日、テレビ朝日系） - 土方勇作 役
- 七人の敵がいる!〜ママたちのPTA奮闘記〜（2012年4月〜6月、東海テレビ・フジテレビ系） - 山田信介 役
- ハンチョウ5〜警視庁安積班〜（2012年4月〜6月、TBS系） - 城戸章弘 役
- 遺留捜査 第2シリーズ 第4話（2012年8月9日、テレビ朝日系） - 須川祐介 役
- ドラマWスペシャル 尋ね人（2012年11月3日、WOWOWプライム） - 坂元明 役
- 悪夢ちゃん（2012年11月24日、日本テレビ） - 大崎 役 (第7話・ブー夢)
- ハンチョウ6〜警視庁安積班〜（2013年1月〜3月、TBS系） - 城戸章弘 役
- 町医者ジャンボ!! 第3話（2013年7月18日、読売テレビ・日本テレビ系） - 鮫村正 役
- 潔子爛漫〜きよこらんまん〜（2013年9月~、東海テレビ・フジテレビ系） - 渋澤弥彦 役
- 月曜ゴールデン 釣り刑事4（2013年9月30日、TBS系） - 志波雅也 役
- 天誅〜闇の仕置人〜 第5話（2014年2月21日、フジテレビ系） - 桜井慶介 役
- 月曜ゴールデン 狩矢警部シリーズ13（2014年3月3日、TBS系） - 清水秋夫 役
- 土曜ワイド劇場 京都南署鑑識ファイル8 氷上の連続殺人!!（2014年6月14日、テレビ朝日系） - 梅津武 役
- 赤と黒のゲキジョー 山村美紗サスペンス 赤い霊柩車シリーズ34（2014年10月24日、フジテレビ系） - 池部武史 役
- 土曜ワイド劇場 京都人情捜査ファイル 2時間スペシャル（2015年4月25日、テレビ朝日系） - 千葉竜吾 役
- 月曜ゴールデン特別企画 水戸黄門スペシャル（2015年6月29日、TBS系） - 渥美格之進 役
- プレミアムよるドラマ オンナミチ（2015年8月〜9月、NHK BSプレミアム） - 太田和幸 役
- 木曜時代劇 ぼんくら2（2015年10月~、NHK） - 彦一 役
- 科捜研の女 第15シリーズ 第4話（2015年11月12日、テレビ朝日系） - 義本青流 役
- 臨床犯罪学者 火村英生の推理 第4話（2016年2月7日、日本テレビ） - 堂条秀二 役
- グッドパートナー 無敵の弁護士（2016年4月 - 6月、テレビ朝日系） - 仙石雪之丞 役
- プレミアムドラマ 隠れ菊（2016年9月〜10月、NHK BSプレミアム） - 立石啓介 役
- ごめん、愛してる（2017年） ‐ 島田彗
- 刑事7人（2017年7月19日） - 藍田浩之 役
- 日曜プライム 「終着駅シリーズ32」（2018年4月22日、テレビ朝日） ‐ 湯本隆夫 役
- 科捜研の女 第19シリーズ 第16話（2019年9月5日、テレビ朝日系） - 広橋翔大 役
- 未解決の女 警視庁文書捜査官 Season2 第2話（2020年8月13日、テレビ朝日）- 倉木達也 役
- 最高のオバハン 中島ハルコ（2021年4月10日 - 5月29日、東海テレビ） - 大谷将 役
  - 最高のオバハン中島ハルコ〜マダム・イン・ちょこっとだけバンコク〜（2025年1月4日 - 3月15日、東海テレビ）[4]
  - 最高のオバハン中島ハルコ スピンオフ〜大谷家の大騒動!in愛知・幸田町〜（2025年3月23日〈予定〉、東海テレビ）[5]
- 闇バイト家族（2024年1月6日 - 、テレビ東京） - 島崎弘 役[6]

### バラエティ
- 世界ウルルン滞在記 「中国・伝統のコオロギ相撲に…合田雅吏が出会った」（2003年12月14日、TBS）
- 関口宏の東京フレンドパーク2（2003年・2009年、TBS）
- 恋するハニカミ!（2004年・2007年、TBS）
- ぴったんこカン・カン（2005年3月1日、TBS）
- チュー'sDAYコミックス 侍チュート!（毎日放送）
- クイズヘキサゴン（フジテレビ系）
- 快傑えみちゃんねる（関西テレビ放送）
- 芸能界特技王決定戦〜TEPPEN〜（2011年1月4日、フジテレビ系）
- 秘密のケンミンSHOW（2011年4月28日、日本テレビ）
- 開運!なんでも鑑定団（2014年3月11日、テレビ東京）
- ぴったんこカン・カンスペシャル（2015年6月24日、TBS）
- 新 クイズ面白ゼミナール（2015年7月23日、BSプレミアム）
- 宮崎美子のすずらん本屋堂（2015年9月11日、BS11）
- 〜週刊シティプロモーション〜ご当地サタデー♪（2015年11月7日、J:COMTV）

### ドキュメンタリー
- にっぽん釣りの旅 大ヤマメを追って〜合田雅吏 栃木県鬼怒川〜（2011年7月10日、NHK BSプレミアム）
- UZUMASAの火花（2014年1月9日、NHK BSプレミアム）
- 奇跡の地球物語 放送200回記念・マダガスカルPart1,2（2014年1月12日,19日、テレビ朝日）

### 映画
- スーパー戦隊シリーズ
  - 超力戦隊オーレンジャー（1995年、東映） - 三田裕司 / オーブルー 役
  - 侍戦隊シンケンジャー 銀幕版 天下分け目の戦（2009年、東映） - 志葉烈堂 役
- 天正伊賀の乱（2005年、NETCINEMA.TV） - 主演・卿導 役
- ケータイ刑事 THE MOVIE バベルの塔の秘密〜銭形姉妹への挑戦状（2006年、エム・エフ・ボックス） - 遠藤浩二 役
- 戦国伊賀の乱（2009年） - 主演・突破 役
- 忍邪（2010年） - 主演・鉤摘 役
- プリンセストヨトミ（2011年、東宝）
- 深夜裁判（函館港イルミナシオン映画祭出品作）
- 桜姫（2013年、スターダストピクチャーズ） - 定吉 役
- 太秦ライムライト（2014年、イレブンアーツ・ジャパン） - 川島明彦 役
- 二宮金次郎（2019年、ストームピクチャーズ） - 主演・二宮金次郎 役

### オリジナルビデオ
- スーパー戦隊シリーズ
  - 超力戦隊オーレンジャー スーパービデオ 隊員手帳（1995年、講談社） - 三田裕司 役
  - 超力戦隊オーレンジャー スーパービデオ オーレ！超力情報局（1995年、講談社） - 三田裕司 役
  - 超力戦隊オーレンジャー オーレVSカクレンジャー（1996年、東映） - 三田裕司 / オーブルー 役
  - 激走戦隊カーレンジャーVSオーレンジャー（1997年、東映） - 三田裕司 / オーブルー 役

### 舞台
- 12人の正しい内閣
- ハムレット
- リア王
- グリークス 10本のギリシャ劇によるひとつの物語（蜷川幸雄演出）
- 舞台「水戸黄門」（明治座・御園座）
- 朗読劇「苦情の手紙」（博品館劇場）
- りんご〜木村秋則物語〜（ル・テアトル銀座　他）
- 歌舞劇「綺譚・桜姫」（御園座）
- ロミオとシラノとジュリエット
- 乃木坂倶楽部「スペシャル・ディナー」
- 名探偵ポワロ〜ブラックコーヒー〜（三越劇場）
- 舞台「水戸黄門」（博多座・新歌舞伎座・御園座）
- 劇団NLT「恋の冷凍保存」－主演（俳優座劇場）
- 春秋会男組公演vol.3「応挙絵噺再幽霊」－主演（三越劇場）
- 天童よしみ特別公演「歌謡時代劇－乙女心二人模様－」（新歌舞伎座・明治座）
- 劇団NLT「旦那様は狩りにお出かけ」（俳優座劇場）
- 天童よしみ師走公演（新歌舞伎座）
- ミュージカル「さよならソルシエ」（Zeppブルーシアター六本木）
- 舞台「戦国無双」四国遠征の章（AiiA 2.5 Theater Tokyo）
- 天童よしみ公演「ガード下の靴みがき」（新歌舞伎座）
- ミュージカル「さよならソルシエ」再演（シアター1010）
- 天童よしみ特別公演（中日劇場）
- リア王2017（三越劇場）
- 舞台「ジョーカー・ゲームII」（シアター1010、メルパルクホール）
- 最高のオバハン　中島ハルコ
- 聖剣伝説3 TRIALS of MANA THE STAGE（サンシャイン劇場・COOL JAPAN PARK OSAKA TTホール）[7]

### その他
- PV GReeeeN『愛し君へ』（CX『Oh,My Dad!!』主題歌）